# Patrick Sensburg
Patrick Sensburg (Paderborn, 25 juni 1971) is een Duitse politicus en lid van de Bondsdag. Hij is lid van de CDU.
Sensburg heeft rechten gestudeerd en is voor zijn politieke carrière advocaat en professor in de rechtsgeleerdheid geweest. Ook is hij sinds zijn militaire dienstplicht altijd reserve-officier bij de Bundeswehr gebleven, en heeft zich als politicus voor de belangen van het leger ingezet. Sensburg is voorstander van herinvoering van de militaire dienstplicht.
In 2012 heeft Sensburg een wetsontwerp ingediend tegen het te lang bewaren van persoonsgegevens in overheidsdatabestanden (dataretentie).
In 2014 kwam hij in het nieuws als voorzitter van een parlementaire onderzoekscommissie (die haar taak in 2017 afrondde) naar mogelijkerwijs door de National Security Agency in strijd met de Duitse wet in Duitsland verzamelde computergegevens over Duitse staatsburgers. In het kader van dat onderzoek heeft hij de klokkenluider Edward Snowden ondervraagd. Later schreef Sensburg een boek over zijn werk voor deze commissie.